# 몬테미트로
몬테미트로(이탈리아어: Montemitro)는 이탈리아 몰리세주 캄포바소도의 코무네다. 트리뇨강 근처에 있다.

## 문화
- 크로아티아 영사관이 있다.
- 도시의 수호성인은 성 루치아다.